# Erminio Sertorelli
Erminio Sertorelli (Bormio, 6 aprile 1901 – Bormio, 13 novembre 1979) è stato un fondista italiano.
Era fratello dello sciatore alpino Giacinto e dello sciatore di pattuglia militare Stefano, a loro volta atleti di alto livello.

## Biografia
Attivo tra gli anni venti e trenta del XX secolo, colse i primi successi nel 1925; nel 1931 vinse la 50 chilometri preolimpica di Cortina d'Ampezzo.
In carriera prese parte a un'edizione dei Giochi olimpici invernali, Lake Placid 1932, dove fu portabandiera della squadra italiana durante la cerimonia di apertura. Gareggiò nella 50 chilometri, chiudendo al dodicesimo posto.